# محمد الشارخ
محمد عبد الرحمن الشارخ (1942 – 6 مارس 2024) رجل أعمال كويتي، مؤسس ورئيس مجلس إدارة شركة صخر لبرامج الحاسب عام 1982. يُنسَب إليه الفضل في إدخال اللغة العربية إلى الحواسيب أولَ مرة في التاريخ.

## تعليمه
حصل الشارخ على شهادة بكالوريوس في الاقتصاد والعلوم السياسية من جامعة القاهرة عام 1965، وعلى شهادة الماجستير في التنمية الاقتصادية من كلية ويليامز بولاية ماساتشوستس الأمريكية.

## أعماله وإنجازاته
عمل الشارخ نائبًا للمدير العام للصندوق الكويتي للتنمية، وعضوًا في مجلس إدارة البنك الدولي للإعمار والتنمية في واشنطن، وأسس ورأَسَ مجلس إدارة بنك الكويت الصناعي، كما عمل نائبًا لرئيس جمعية الاقتصاديين العرب.
أسَّس الشركة العالمية للإلكترونيات في دولة الكويت والمملكة العربية السعودية، وخصَّص جهوده لإنشاء شركة صخر لتعريب الحاسوب منذ عام 1980، ويُنسَب إليه الفضل في إدخال اللغة العربية إلى الحواسيب أولَ مرة في التاريخ في حِقبة الثمانينيات، فكان مشروع الشارخ حاسوب صخر، من أوائل الحواسيب التي استخدمت اللغة العربية، ثم عمل على تطوير القارئ الآلي والترجمة الآلية والنطق الآلي.
أنشأ أكثر من مركز تدريب في العديد من الدول العربية، وعمل في العديد من المصارف والبنوك، وله العديد من المشاركات في اللجان المالية الاقتصادية المحلية والدَّولية.
وهو مؤسِّس مشروع كتاب في جريدة بالتنسيق مع منظمة اليونسكو عام 1997. وأحد المُسهمين في تمويل مركز دراسات الوحدة العربية والمنظمة العربية للترجمة، وأحد المُسهمين في تأسيس معهد العالم العربي بباريس. وحقَّق الشارخ الكثير من الإنجازات في مسيرته المِهَنية، منها تطوير برنامج القرآن الكريم وكتب الحديث التسعة باللغة الإنجليزية للحاسوب عام 1985. وكذلك أرشيف المعلومات الإسلامية، والتعرف الضوئي على الحروف العربية عام 1994، ونطق الحروف العربية عام 1998، والترجمة من العربية وإليها عام 2002، وترجمة التخاطب الآلي عام 2010. وتطوير العديد من البرامج التعليمية والتثقيفية وتعلم البرمجة للناشئة التي تجاوز عددها 90 برنامجًا، ونشر كتب تعليم الحاسوب وتدريب المدرِّسين، وتأسيس معاهد تعليم برمجة الحاسب.

### شركة صخر

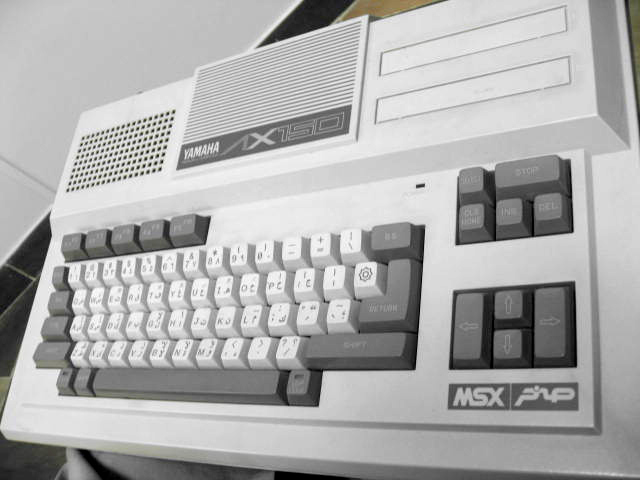
حاسوب صخر ظهر في الثمانينيات من القرن العشرين، وهو النسخة العربية في الشرق الأوسط

أنشأ الشارخ شركة صخر في عام 1982؛ لتكون شركة كويتية تابعة لشركة العالمية للإلكترونيات التي انتقل مقرُّها إلى القاهرة مدّة احتلال الكويت عام 1990. وطوَّرت الشركة العديد من التقنيات المتقدمة التي تركت علامات بارزة في صناعة تقنية المعلومات؛ فقد طوَّرت الشركة جيلًا جديدًا من تقنيات المعالجة الطبيعية للغة العربية (NLP) التي استُعملت في تطوير الصرف والتشكيل الآلي، واستغرق إنجازه 10 سنوات، ثم طوَّرت القارئ الآلي والترجمة الآلية والنطق الآلي. وقد نجحت صخر في أن تتغلب على تفوق تقنية المعلومات الإنجليزية على مثيلاتها العربية، وأن تصحح في ذات الوقت الاعتقاد الخاطئ بأنه لا يمكن تطويع الحلول المطوَّرة في الغرب لتناسب احتياجات المستخدمين العرب. وحصلت الشركة على ثلاث براءات اختراع من هيئة الاختراعات الأميركية USPTO في حقل اللغة العربية للنطق الآلي والترجمة الآلية والمسح الضوئي.

### المعجم العربي المعاصر
أنشأ الشارخ معجمًا محوسبًا معاصرًا للغة العربية (معجمي)، طُرح على الشابكة (الإنترنت) مجَّانًا عام 2019، يحتوي على 125 ألف تركيب ومعنى، وعلى قاعدة بيانات للمترادفات والأضداد بلغت 35 ألف كلمة، ويضم الموقع ثلاثة من أشهر المعاجم التراثية: القاموس المحيط، ولسان العرب، وتاج العروس.

### أرشيف الشارخ
اشتمل أرشيف الشارخ على أشهر المجلات الثقافية والأدبية العربية، ليمثِّل ذاكرة الثقافة العربية، وبلغ عدد المجلات 250 مجلة (13 ألف عدد) من المجلات التي صدرت منذ أواخر القرن التاسع عشر حتى عام 2010. ويضم الأرشيف ما يزيد على ربع مليون مقالة متنوعة المواضيع لنحو 20 ألف كاتب من مختلِف الدول العربية وغير العربية.

### براءات الاختراع
حصلت شركة صخر في مسيرة الشارخ على 3 براءات اختراع من مكتب الولايات المتحدة لبراءات الاختراع والعلامات التجارية وهي:
- OCR التعرف الضوئي على الحروف.
- الترجمة الآلية من العربية إلى الإنجليزية.
- النطق العربي.

## مناصبه
شغل عدة مناصب هامة في القطاعين العام والخاص منها:
- 1969- 1973 نائب المدير العام، صندوق الكويت لتنمية الاقتصاديات العربية.
- 1973- 1975 نائب المدير التنفيذي، البنك الدولي لإعادة البناء وللتنمية (I.B.R.D) واشنطن.
- 1975- 1979 رئيس مجلس إدارة بنك الكويت الصناعي.

## جوائزه
- جائزة الملك فيصل العالمية في خدمة الإسلام - 2021.[7]
- جائزة الدولة – المجلس الوطني للثقافة بالكويت - 2018.[29]
- جائزة القمة العالمية من ستيبان ميسيتش رئيس جمهورية كرواتيا، وليونيل فرناندز رئيس جمهورية الدومينيكان، وألفريد جوسينباور، المستشار الاتحادي لجمهورية النمسا في احتفالية القمة العالمية - 2007.[13][30]
- جائزة الاحتواء الإلكتروني (E-Inclusion) التي منحت لبرنامج «إبصار» للمكفوفين من القمة العالمية حول مجتمع المعلومات - 2007.[31][32]
- الجائزة التقديرية الكبرى ضمن جوائز التقنية العربية في معرِض جيتكس - 2005.[33]
- جائزة الرواد من مؤسسة الفكر العربي - 2004.[34]
- جائزة صاحب الرؤية الإلكترونية - 2002؛ تقديرًا لإنجازاته في مجال صناعة البرامج العربية من مدينة دبي للإنترنت وشركة «أريبيان بزنس».[15][35]
- جائزة أفضل منتجات - معرِض كومدكس مصر - 1998.[8]
- جائزة منتدى النجاحات الخليجية - 1996.[13]

### فيلم سيرة ذاتية
أعلنت استوديوهات كتارا إنتاج فِلم سيرة ذاتية يحمل عنوان "سخر"، يتناول حياة رائد الأعمال الكويتي محمد الشارخ، تكريمًا له، وتنويهًا بإنجازاته في مجال التقنية والحوسبة العربية، وإبرازًا لأثره في منطقة كانت تفتقر إلى البرمجيات المصمَّمة للناطقين بالعربية.

## مقتنيات فنية
للشارخ الكثير من المقتنيات الخاصة؛ من لوحات فنية من الفن العربي والفن المصري لأبرز الرسامين العرب وغير العرب، ووَفقًا لصحيفة الجريدة الكويتية فإن مجموعته الفنية تكفي لتكوين متحف خاص.

## مؤلفاته
نشر الشارخ أول قصة كتبها (قيس وليلى) في المجلة الستينية الطليعية جاليري سنة 1968، وله ثلاث مجموعات قصصية هي (عشر قصص) نشرت عام 2006، و(الساحة) نشرت عام 2012، و(أسرار) نشرت عام 2017، ورواية (العائلة) نشرت عام 2018.

## وفاته
توفي محمد الشارخ يوم الأربعاء 25 شعبان 1445 هـ الموافق 6 مارس 2024 م، عن عمر ناهز الثانية والثمانين.